# Altadena
Altadena est une localité non-incorporée située dans le comté de Los Angeles en Californie, États-Unis. La population en 2020 s'élevait à 42 846 habitants.
Le nom vient du fait que la zone est située plus haut en altitude que la localité proche de Pasadena (« alta » signifie « haut » en espagnol).

## Histoire
Au milieu des années 1860, Benjamin Eaton a d’abord détourné des sources de l'Arroyo Seco et Eaton Canyon afin d’avoir de l’eau pour sa vigne près du bord de Eaton Canyon. Cela a rendu possible le développement d’Altadena, Pasadena et South Pasadena. Il l'a fait pour B.D. Wilson et le Dr John Griffin, qui possédaient conjointement la concession de terre mexicaine du Rancho San Pascual, environ 57 km2 qui allait constituer les points d’implantation de ces trois communautés. Ils espéraient développer et vendre ces terres dans un plan immobilier appelé le « San Pasqual Plantation ». Leurs efforts ont échoué vers 1870, malgré le fossé de l'irrigation d'Eaton qui amena l'eau au site de l'actuel « Jet Propulsion Laboratory » à Arroyo Seco, car le terrain était relativement inaccessible et ils avaient espéré que les cultures pourraient prospérer près de la montagne.
Eaton a essayé de vendre le terrain pour les partenaires, et à la fin de 1873, il a aidé à négocier un accord avec Daniel Berry, qui représentait un groupe d'investisseurs de l'Indiana, pour acheter 16 km2 du ranch. Cela comprenait la terre d’Altadena, mais ils ont développé un terrain de 10 km2 plus au sud vers Pasadena. En 1881, la terre qui deviendra plus tard Altadena a été vendue John et Fred Woodbury, deux frères qui ont lancé la subdivision d’Altadena en 1887. La terre est restée essentiellement agricole ; toutefois, plusieurs millionnaires ont construit des demeures le long de Mariposa Street, et une petite communauté s'est développée dans les années 1890 et au siècle suivant.
En 1880, le capitaine Frederick Woodbury, et son frère, John Woodbury de Marshalltown (Iowa), ont acheté 3,8 km2, connus sous le nom de « Woodbury Ranch ». John Woodbury a constitué la « Pasadena Improvement Company » en 1887, avec un plan de développement de parcelles résidentielles dénommé la « Woodbury subdivision ». Ils ont contacté Byron O. Clark, qui a établi une école sur collines en 1875, et avaient déménagé depuis. Il l'a appelé « Altadena Nursery », un nom qu'il a inventé de la « alta » en espagnol signifiant « supérieur » et « dena » de Pasadena. Woodbury demandé s’il pouvait utiliser le nom « Altadena » pour son lotissement et Clark accepta.
La communauté nouvelle d’Altadena a immédiatement commencé à attirer des millionnaires de l'Est. En 1887, Andrew McNally, le magnat de la presse de Chicago, et son ami le colonel G.G. Green, ont construit des demeures sur ce qui allait devenir « Millionaire Row »; « Mariposa Street », près de l'avenue Santa Rosa. Les magnats de la presse, William Armiger Scripps et William Kellogg ont construit des maisons côte à côte, à l'est de Fair Oaks Avenue. Un peu plus à l'est, Zane Grey acheté une maison d'Arthur Herbert Woodward. La célèbre « Benziger Publishing Company » a construit un manoir à l'angle de l'avenue Santa Rosa (Christmas Tree Lane) et Mariposa. Mariposa a été tiré du nom espagnol d’un papillon. Le petit-fils d'Andrew McNally, Wallace Neff, est devenu un célèbre architecte du sud de la Californie. Il a commencé sa carrière à Altadena avec la conception et la construction de l'église catholique Sainte-Élisabeth de Hongrie (création de la paroisse en 1918, consécration en octobre 1926).
Au fil des ans Altadena a fait l'objet de tentative d'annexion par Pasadena. L’annexion a été arrêtée en 1956 par des campagnes communautaires, mais Pasadena a refait des tentatives à plusieurs reprises mais sans succès. 
Alors qu’Altadena a refusé l'annexion par sa voisine Pasadena, celle-ci grignotait ses bords par plusieurs petites annexions de quartiers dans les années 1940. Avec le développement de Pasadena au début des années 1960, et l’extension de autoroutes 134 et 210, il y a eu une fuite des Blancs et un important changement racial à Altadena. En 1960, sa population noire n'était que de 4%; au cours des 15 années suivantes, la moitié de la population de race blanche est partie, et a été remplacé par des gens de couleur, dont beaucoup se sont installés sur le côté ouest de la ville après avoir été déplacés du fait des projets autoroutiers et du développement de Pasadena.

## Géographie

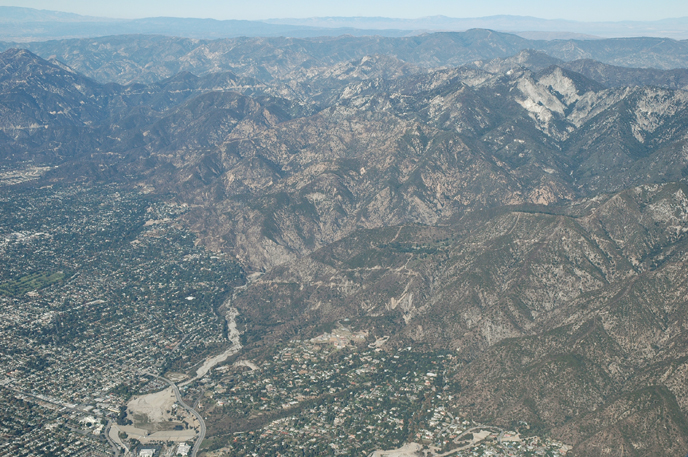
Vue aérienne de la zone.

## Démographie
| 1960   | 1970   | 1980   | 1990   | 2000   | 2010   |
| ------ | ------ | ------ | ------ | ------ | ------ |
| 40 568 | 42 415 | 40 983 | 42 658 | 42 610 | 42 777 |

| 2020   | - | - | - | - | - |
| ------ | - | - | - | - | - |
| 42 846 | - | - | - | - | - |

## Personnalités
- La nageuse Sharon Stouder (1948-2013), triple championne olympique, est née à Altadena.
- Le personnage fictif de Howard Wolowitz, dans The Big Bang Theory, est originaire de Altadena.